# Domaize
Domaize är en kommun i departementet Puy-de-Dôme i regionen Auvergne-Rhône-Alpes i centrala Frankrike. Kommunen ligger i kantonen Saint-Dier-d'Auvergne som tillhör arrondissementet Clermont-Ferrand. År 2022 hade Domaize 377 invånare.

## Befolkningsutveckling
Antalet invånare i kommunen Domaize
| Referens: INSEE |